# تا موكو

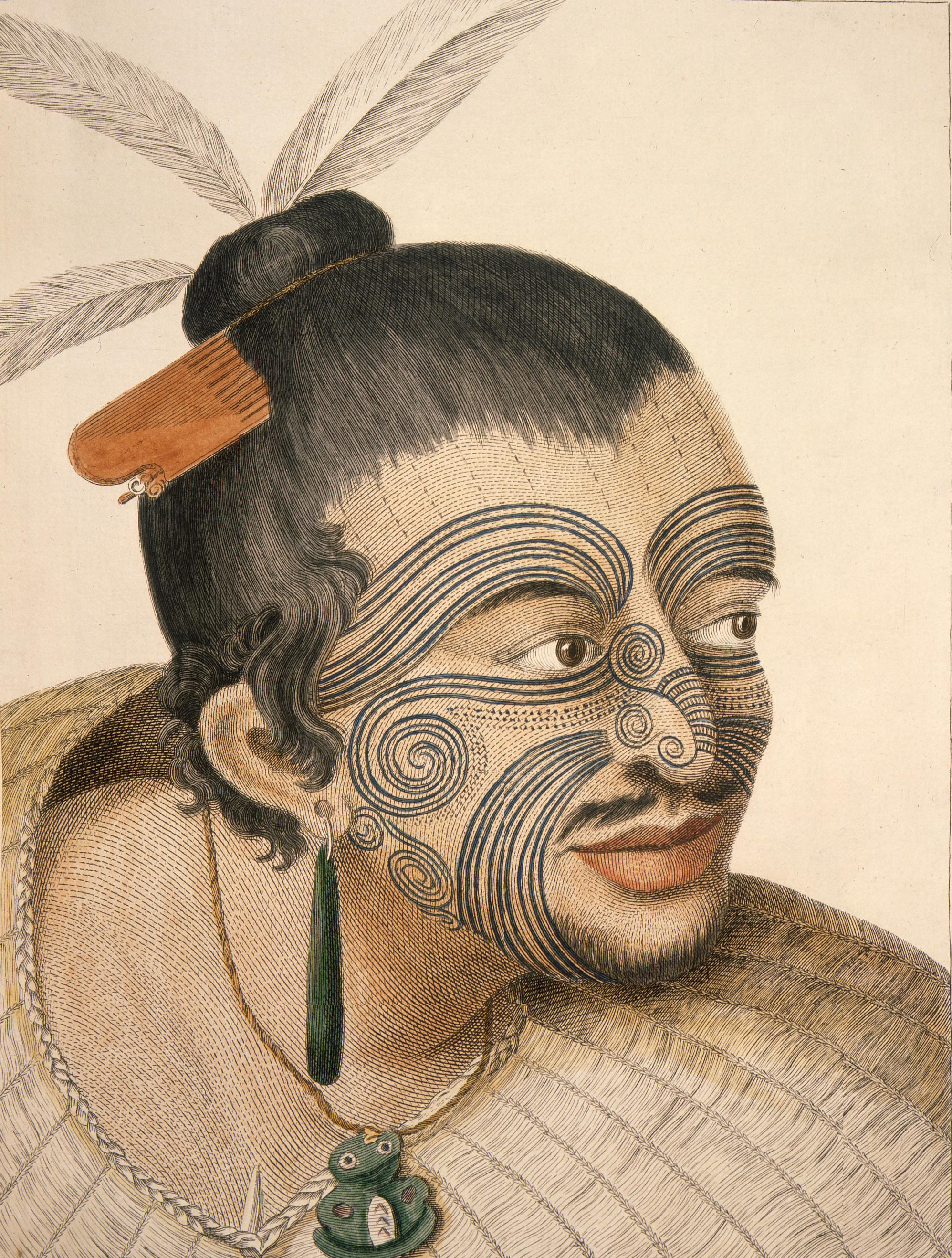
رئيس الماوري، أواخر القرن الثامن عشر.

تا موكو هو هيئة أو شكل دائم للوجه والجسم يقوم به الماوري، وهم السكان الأصليون لنيوزلندا. تقليدياً يختلف عن الوشم لأن الجلد ينحت باستخدام الإزميل بدلاً من عمل ثقوب كما في الوشم. حيث يبقى الجلد بأخاديد وملمس خشن بدلاً من السطح الأملس. تعتبر هذه العادة من شيء مقدس ومن الحرمات الاستثنائية التي لا يجوز انتهاكها.